# Ларрі Дональд
Ларрі Дональд (англ. Larry Donald; 6 січня 1967, Цинциннаті) — американський професійний боксер важкої ваги.

## Аматорська кар'єра
Дональд виграв два титули «Золоті рукавички». На Іграх доброї волі 1990 отримав срібну медаль.
На чемпіонаті світу 1991 завоював бронзову медаль.
- У чвертьфіналі переміг Петера Гривнака (Чехословаччина) — RSC 2
- У півфіналі програв Свілену Русінову (Болгарія) — 17-19

На Олімпійських іграх 1992 у першому бою переміг Миколу Кульпіна (Об'єднана команда) — RSCI 3, а у чвертьфіналі програв Роберто Баладо (Куба) — 4-10.

## Професіональна кар'єра
1993 року дебютував на професійному рингу і впродовж 1993—1994 здобув шістнадцять перемог.
3 грудня 1994 року зустрівся в бою з Ріддіком Боуї (США) і зазнав першої поразки одностайним рішенням.
Впродовж 1995—2000 років провів 24 боя, в яких здобув 22 перемоги і 2 поєдинка завершив внічию. Серед переможених були такі боксери, як Хосе Рібалта (Куба) та співвітчизники Тайрелл Біггс, Тім Візерспун, Росс П'юрітті.
7 липня 2001 року зазнав другої поразки від Кірка Джонсона (Канада).
23 листопада 2002 року програв технічним нокаутом Віталію Кличку (Україна).
В останніх шести поєдинках здобув три перемоги, у тому числі над Евандером Холіфілдом (США), здобув нічию з Реєм Остіном (США) та програв росіянам Миколі Валуєву і Олександру Повєткіну.